# San Pablo Ameyaltepec
San Pablo Ameyaltepec är en ort i Mexiko.   Den ligger i kommunen Tepexi de Rodríguez och delstaten Puebla, i den sydöstra delen av landet, 180 km sydost om huvudstaden Mexico City. San Pablo Ameyaltepec ligger 1 719 meter över havet och antalet invånare är 167.
Terrängen runt San Pablo Ameyaltepec är huvudsakligen kuperad, men åt nordost är den platt. Runt San Pablo Ameyaltepec är det ganska tätbefolkat, med 78 invånare per kvadratkilometer. Närmaste större samhälle är San Juan Ixcaquixtla, 13,1 km norr om San Pablo Ameyaltepec. Trakten runt San Pablo Ameyaltepec består i huvudsak av gräsmarker.